# Макарони з сиром
Макарони з сиром (англ. macaroni and cheese, також mac 'n'cheese в США і macaroni cheese в Англії) — страва з варених макаронів з сиром (сирним соусом), найчастіше це чеддер. Вона також може включати інші інгредієнти, такі як панірувальні сухарі, м'ясо та овочі.

## Історія
Паста та сирні запіканки були описані ще в XIV столітті в італійській кулінарній книзі «Liber de Coquina», в якій фігурувала страва з пармезану і пасти. Запіканка з сиру і макаронних виробів, відома як «Makerouns», також фігурувала в середньовічній англійській кулінарній книзі XIV століття The Forme of Cury.
Перший сучасний рецепт макаронів з сиром був включений до книги Елізабет Раффальд 1770 року The Experienced English Housekeeper. Рецепт Раффальд: це соус бешамель з сиром чеддер (соус Морне у французькій кулінарії) - який змішують з макаронами, посипають пармезаном та запікають до утворення бульбашок і золотистого кольору. Інший рецепт 1784 року було передбачено, що трубочки макаронів необхідно відварити, потім злити через сито та викласти на сковороду. Потім до макаронів додаються густі вершки разом з «шматочком масла», обвалюють у борошні, які готуються протягом п'яти хвилин, перш ніж перекласти на блюдо, посипавши смаженим пармезаном та перцем. Знаменита британська вікторіанська куховарська книга «Mrs. Beeton's Book of Household Management» включала в себе два примірника «Макаронів, які зазвичай подають з сиром».
Існують численні регіональні варіанти страви «Макарони з сиром», в числі яких особливо вирізняються американський та канадський.